# Krauter András
Krauter András (Berettyóújfalu, 1939. április 11. – Berettyóújfalu, 2010. március 3.) a hazai geodéziai oktatás és kutatás kiemelkedő személyisége, címzetes egyetemi tanár. A műholdas helymeghatározás pontosságának kérdéseivel és a műholdas helymeghatározás építőipari alkalmazásával foglalkozott.

## Életpályája
Útépítő mérnök fiaként látta meg a napvilágot Berettyóújfaluban, de a család már a gyermek 8 éves korában Pécsre költözött, ennek köszönhetően Kreuter András a jóhírnek örvendő pécsi Nagy Lajos Gimnáziumban érettségizett. Felsőfokú tanulmányokat az Építőipari és Közlekedési Műszaki Egyetem Mérnöki Karán, a mérnöki szakon, az út-, vasút és alagútépítési ágazaton folytatott. 1962-ben nyert mérnöki oklevelet. Krauter tehetségére Rédey István figyelt fel. 1962. július 1-jétől bekerült egyetemi gyakornoknak az Építőipari és Közlekedési Műszaki Egyetem I. Geodézia Tanszékre. 1963-tól 1965-ig egyetemi tanársegédi státusba sorolták, 1965-1968-ig Moszkvába küldték aspirantúrára, ahol 1968-ban elérte a műszaki tudományok kandidátusa fokozatot. 1969-1970-ben ipari gyakorlaton volt a Földmérési Intézetben tudományos munkatársként. 1970-1978 között egyetemi adjunktusi beosztásban működött az Általános Geodézia Tanszéken, ahol 1971-1985 közt az általa létrehívott Laboratóriumot vezette.
1978-ban nyert egyetemi docensi kinevezést. Az oktatói és kutatói munka közepette 1987-től 1992. június 30-áig a Geodéziai Intézet oktatási igazgatóhelyettesi teendőit is ellátta, 1993-1996 közt az Általános Geodézia Tanszéket vezette. Az 1990. éve betegséggel telt el, így 1991-ben rokkantsági nyugdíjat kért, de mellette szerződéssel ny. egyetemi docensként tovább dolgozott a tanszéken, az oktatás, a kutatás mellett a tanszékvezetést is elvállata.
A 2000-es évek elején is tovább dolgozott szerződéssel az Általános Geodézia Tanszéken, ÁVB-tag volt a földmérő- és térinformatikai mérnöki szakon. Számos alapozó és aktuálisan is kiemelkedő fontosságú témát oktatott az egyetemen, köztük például: Geodézia I. és Geodézia II. a nappali tagozaton; a GPS elmélete és felhasználása a nappali tagozaton; geodézia a levelező tagozaton; globális helymeghatározó rendszerek a szakmérnöki tagozaton; korszerű adatgyűjtési eljárások a szakmérnöki tagozaton; kutatási módszertan a szakmérnöki tagozaton. PhD-dolgozatok bírálójaként is működött. Munkássága alapján elnyerte 2005-ben a címzetes egyetemi tanári címet.

## Tudományos tisztség
- MTA Geodéziai Tudományos Bizottság Kozmikus Geodéziai Albizottságának tagja az ingatlanrendezői jogosultság odaítélésére javaslatot tevő bizottságnak

## Publikációkmagyar nyelven

### Folyóiratcikkek
- A mikrohullámú távmérés meteorológiai javításának meghatározása. Geodézia és Kartográfia, 22. évf. (1970) 6. sz. pp. 445–447.
- Mederszelvénymérés korszerű módszerrel. Geodézia és Kartográfia, 32. évf. (1980) 4. sz. pp. 265–266. (társszerzőkkel)
- A Geodézia c. tantárgy oktatása a Műegyetemen. Geodézia és Kartográfia, 54. évf. (2002) 10. sz. pp. 13–17. (társszerzőkkel)

### Tanulmány konferencia-kiadványban
- Automatizálási törekvések a korszerű elektronikus távmérők szerkesztésében.Felmérési és térképezési munkák automatizálása c. konferencia, Geodéziai és Kartográfiai Egyesület soproni csoportja, 1975.

### Könyv, könyvrészletek
- 5.3 Interferenciaelv alapján működő távmérőműszerek, pp. 338–340.[3]
- 5.4 Elektronikus távmérőműszerek, pp. 340–361.[4]
- 6.2 Elektronikus tahiméterek, pp. 410–417.[4]
- Krauter András (társszerzőkkel): Globális helymeghatározó rendszer (bevezetés). Nyugat-Magyarországi Egyetem, Sopron, 2000. 145 p.